# 蘇丹阿拉烏丁利亞沙
蘇丹阿拉烏丁·利亞沙 (Sultan Alauddin Riayat Shah)（1458年—1488年），本名拉惹胡申(Raja Hussain)，是1477年至1488年期間的馬六甲蘇丹國的蘇丹。
他英明有为，事无大小，亲自处理，严格执行任务，不让朝臣弄权，以德行為榜樣，是马六甲王朝史上最英明的苏丹之一。他以為了人民的福祉和維持國勢強盛，不分晝夜微服出巡著名。一個夜晚，他甚至親自捉小偷，当面训斥天猛公敦墨太希失职。他是一個很好的和宗教的統治者和以公平著稱的國王，深得人民的爱戴。他的王位卻被他的兄弟拉惹阿末（彭亨的統治者，彭亨是馬六甲的屬地）覬覦。因為拉惹阿末認為，他有權統治馬六甲。蘇丹阿拉烏丁·利亞沙在宮廷內外有許多敵人。他總共有四個孩子，各從兩個妻子所生，為了王位繼承權，導致他的妻子間爭吵。蘇丹的第二個妻子有印度穆斯林血統。在此期間，蘇丹阿拉烏丁利亞沙已經面臨印度穆斯林和馬來人權力鬥爭的問題。他的第一個宰相敦霹靂是印度穆斯林血統。
登位11年後，蘇丹阿拉烏丁·利亞沙在歷史上神秘死亡。主要涉及拉惹阿末、宰相和他的第二任妻子Tun Senaja(敦阿里和敦古度的女兒)的一個陰謀，他的兒子拉惹阿末和他的妹夫Raja Merlang（Tun Senaja的兄弟）也被認為有份參與。蘇丹阿拉烏丁·利亞沙死後，由拉惹馬末(蘇丹馬末沙) 繼位。反而被廣泛認為是真正的王位繼承人Raja Munawar，蘇丹阿拉烏丁·利亞沙和拉惹法蒂瑪所生的長子卻未能繼位。結果，印度穆斯林終於獲得了馬六甲蘇丹國的控制權。然而，這離1511年，葡萄牙入侵馬六甲，蘇丹國統治結束不遠。

## 子嗣
- 拉惹再諾(Raja Zainal)
- Raja Munawar
- Raja Hitam
- 拉惹馬末(蘇丹馬末沙)
- 拉惹法蒂瑪

## 外部連結
马六甲历朝的英明领袖 （页面存档备份，存于）